# 史亮
史亮（1989年5月11日—），是一名中国足球运动员，司职前锋，现效力于中超联赛球队梅州客家。

## 俱乐部生涯
史亮祖籍潮阳，在兴宁长大，一家人在兴宁生活。2007年，史亮在新成立的广东日之泉开始职业足球生涯，参加中国足球乙级联赛，并于2008年以中乙联赛亚军的成绩升级到中甲联赛。2009年，史亮入选以广东日之泉为班底的广东全运队，参加在山东举行的第十一屆全運會。他在决赛广东对阵上海的比赛中首发出场，但处于人数劣势的广东队最终0比3不敌对手屈居亚军。
2013年1月，与球队合同到期的史亮一度传出已经加盟中国足球超级联赛升班马上海东亚。但在2月份，另一支中超球队贵州人和宣布签入史亮。他在球队机会不多，于2014赛季被租借到当时在中乙的梅州客家，此后重返人和。
2020年，史亮以自由身加盟中甲球队梅州客家。